# PEMEX
PEMEX je zkratka pro mexickou státní společnost Petroleos Mexicanos. Jde o naftařskou společnost spravující těžbu a distribuci nafty a plynu, těženého na území Mexika a v Mexickém zálivu ve výsostných vodách Spojených států mexických. Tato společnost byla založena v roce 1938. Její hlavní sídlo je v hlavním městě v budově Centro Administrativo Pemex.